# Naturalism (filosofi)
Naturalism är ett begrepp som används inom filosofin som samlingsnamn för flera filosofiska uppfattningar om verkligheten såsom enbart bestående av naturliga objekt, dvs. materia och energi. Medvetandet exempelvis anses vara en biprodukt av materien, och anses därför också kunna studeras vetenskapligt. Ett motsatt förhållningssätt till naturalism är att se medvetandet som mer grundläggande än materien, vilket t.ex. innefattar teism.
Alla metoder av härledning eller undersökningar för att införskaffa kunskap som begränsar sig till naturalistisk, fysisk eller en materiell inställning och förklaring kan anses naturalistiska.

## Metodologisk naturalism
Många moderna vetenskapliga filosofer använder termer som metodisk naturalism, metodologisk naturalism eller vetenskaplig naturalism för att referera till den av vetenskapen väletablerade vetenskapliga metoden, som gör det metodiska antagandet att alla observationer i naturen kan förklaras med naturliga orsaker, utan antaganden av existerande eller icke-existerande av det övernaturliga, och således anser övernaturliga förklaringar för sådana observationer utanför vetenskapen. De skiljer denna typ från ontologisk naturalism eller metafysisk naturalism, vilket avser den metafysiska tron att den naturliga världen (inklusive universum) är allt som existerar, och att inget övernaturligt existerar.
Många vetenskapsmän är naturalister och omfattar därmed naturalism som en filosofisk åskådning. Det som gjort vetenskapen framgångsrik, särskilt naturvetenskapen, är till stor del metodologisk naturalism. Den bygger inte på ett overifierat antagande om naturalism, utan på metoden att alltid söka naturalistisk förklaring på ett problem. Genom att aldrig lätt acceptera att en gud, demiurg eller ett mirakel godtas som förklaring till ett fenomen, tvingas man söka naturens funktion så långt den låter förklara sig naturalistiskt. Metodologisk naturalism innebär inte att man förkastar någon teori eller hypotes endast utifrån en naturalistisk världsbild, det innebär att man alltid söker en naturalistisk förklaring. Vetenskapsmannen kan ha en super-naturalistisk världsbild, till exempel teism, och ändå framgångsrikt använda sig av metodologisk naturalism.